# شین سان نام (بازیکن فوتبال)
شین سان نام (انگلیسی: Shin Sun-nam؛ زادهٔ ۳۰ مهٔ ۱۹۸۱) بازیکن فوتبال است.
وی همچنین در تیم ملی فوتبال زنان کره جنوبی بازی کرده‌است.